# علم الكواكب غير الشمسية
علم كواكب خارج المجموعة الشمسية أو علم كواكب خارج نظام الشمسي (Exoplanetology)، هو حقل متكامل من العلوم الفلكية مخصص للبحث ودراسة الكواكب الخارجية (الكواكب خارج المجموعة الشمسية). ويشمل حقول متداخلة منهجية من عدة تخصصات التي تشمل علم الأحياء الفلكي والفيزياء الفلكية وجيولوجيا كوكبية، الكيمياء الفلكية، الجيوكيمياء، وعلم الكواكب.

## التسمية
تسمية الكواكب خارج المجموعة الشمسية التي تدور حول نجم واحد هو امتداد للنظام المستخدم لتسمية أنظمة النجوم المتعددة بصيغته المعتمدة من قبل الاتحاد الفلكي الدولي وقد اكتشفت الكثير من هذه الكواكب حول نجوم ليس لها أسماء خاصة، وإنما تسمى حسب تصنيف باير لتسمية النجوم باللغة اللاتينية. ووفق هذا التصنيف فإن كل تسمية نجم تتألف من حرف واسم، بحيث يشكل الحرف اللاتيني ترتيب النجم في الكوكبة النجمية التي ينتمي إليها حسب سطوعه أو أهميته، ويشكل الاسم الصفة اللاتينية من اسم الكوكبة. ويتم تشكيل اسم الكوكب عادة عن طريق استخدام اسم النجمة الأم وإضافة حرف صغير.ويعطى أول كوكب يكتشف في النظام تسمية «ب» "b" (و النجم "a" «أ») وتعطى الكواكب المكتشفة في وقت لاحق الأحرف التالية. إذا تم اكتشاف العديد من الكواكب في النظام نفسه في نفس الوقت، الكوكب الأقرب إلى النجم يحصل على الحرف التالي، تليها الكواكب الأخرى في ترتيب المدار.ويوجد معيار معتمد من قبل الاتحاد الفلكي الدولي لاستيعاب تسمية كوكب حول نجم ثنائي.

## طرق اكتشاف كواكب خارج المجموعة الشمسية

### التصوير المباشر

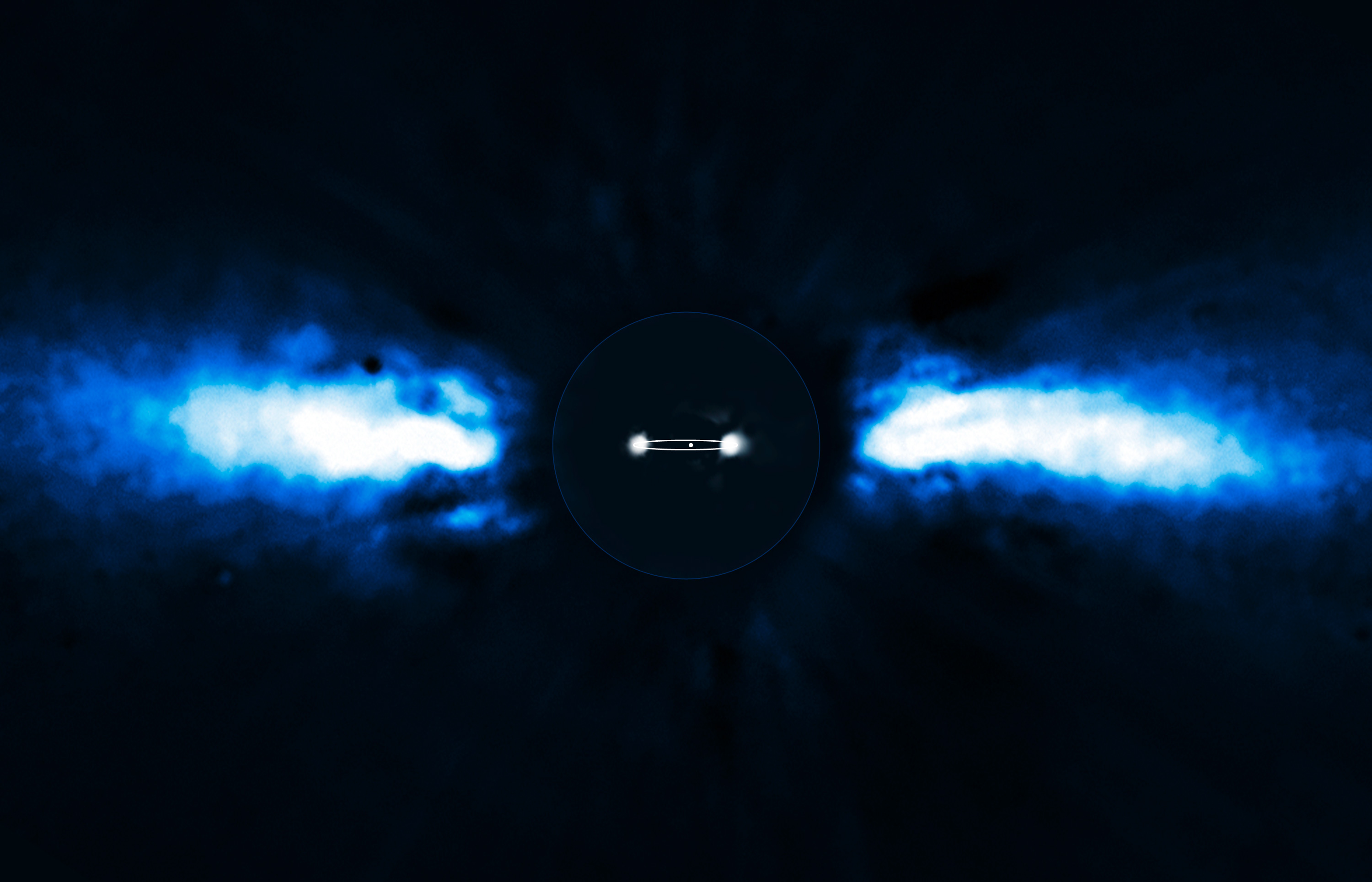
تصوير مباشر, بيتا المرسمة بي

الكواكب خافتة للغاية بالمقارنة مع النجوم على سبيل المثال، النجوم التي تشبة الشمس اسطع بحوالي مليار مرة من الضوء الذي ينعكس من أي كوكب خارج المجموعة الشمسية يدور. ومن الصعب اكتشاف هذا مصدر الضوء الخافت، لذلك التصوير المباشر من الحالات النادرة جداً، لاكتشاف الكواكب الخارجية
والكواكب الخارجية التي يُمكن رؤيتها باستخدام التلسكوبات هي الكواكب الكبيرة جداً مثل المشتري حار لأنها تُطلق إشعاعها الخاص في المجال تحت الأحمر، والذي يُمكن اكتشافه من قبل التلسكوبات واستخدامه للفصل بين تلك الكواكب ونجومها. واستخدم التصوير المباشر أيضاً في كشف بضعة كواكب متجولة فائقة الكتلة -هي نوع من الكواكب التي تتجول بحرية في الفضاء بدلاً من دورانها حول نجم ما.

## الطرق غير المباشرة

### العبور
|  |  |

تعتبر الطريقة الرئيسية في اكتشاف معظم الكواكب وهي وحالات عبور الكواكب في الفضاء الكائن بيننا وبين النجوم
وتمثّل هذه الظاهرة جوهر طريقة لاكتشاف الكواكب الخارجية حتى الآن، وبالنسبة للنجوم البعيدة، لا توجد أي طريقة للعين المجردة تستطيع من خلالها اكتشاف الخفوت الحاصل في كمية الضوء الذي نراه، ولذلك يعتمد العلماء على التلسكوبات -بشكلٍ خاص تلسكوب كبلر الفضائي- وعلى أجهزة أخرى لجمع وتحليل هذه البيانات.

### السرعة الشعاعية أو طريقة دوبلر
وهي قياس الانزياحات الدورية لنجم جراء السحب الثقالي لكوكب أو عدة كواكب تدور حول هذا النجم. استفاد علماء الفلك من هذه الظاهرة لاكتشاف مئات الكواكب الخارجية. وحتى وقتٍ قريب، كانت هذه الطريقة هي المسؤول الرئيسي عن اكتشاف أكثر الكواكب الخارجية قبل أن تتفوق عليها طريقة العبور.
قد يبدو من الصعب جداً قياس هذه التحركات الصغيرة في مواقع نجوم تبعد عنا مئات السنين الضوئية، لكن تبيّن أنه بإمكان علماء الفلك اكتشافها عندما يتسارع النجم نحو الأرض (أو بعيداً عنها) عند سرعات منخفضة وتصل إلى متر واحد خلال كل ثانية، والفضل في ذلك يعود لتأثير دوبلر.

### السطوع المداري
وهي عكس تأثير العبور حيث يتسبب دوران كوكب حول نجمه في زيادة كمية الضوء الواصل إلى الأرض بدلاً من تناقصها. وبشكلٍ عام، تتعلق هذه الحالات بالكواكب التي تدور عند مسافات قريبة جداً من نجومها، وبذلك تسخن تلك الكواكب إلى درجة تُصدر معها كميات من الإشعاع الحراري قابلة للرصد على الأرض.
على الرغم من عدم قدرتنا على التمييز بين هذا الإشعاع وبين إشعاع النجم، إلا أنه عندما يدور الكوكب في تحاذٍ صحيح فإنه سيكون مكشوفاً بالنسبة لنا على طول سلسلة من المراحل، هذه المراحل مشابهة لأطوار القمر. ويُمكن استخدام هذه الزيادات الدورية والنظامية في كمية الضوء النجمي التي تستقبلها التلسكوبات في تأكيد وجود كوكب ما.

### عدسة الجاذبية
إذا كان الكوكب يدور حول نجم عند مسافة قريبة وفي مدار يلعب دور العدسة الثقالية، ستُساهم جاذبية الكوكب بإضافة مساهمة صغيرة في عملية التضخيم، لكنّ تلك الإضافة قابلة للقياس. ولذلك في بعض الحالات النادرة، تمكّن علماء الفلك من تأكيد وجود كواكب بعيدة عبر دراسة الطريقة التي تَضَخّم من خلالها ضوء النجوم الأكثر بعداً.ويمكن رصد التشوهات التي يمكن الكشف عنها في التكبير كما انها تختلف مع مرور الوقت.وهذة الطريقة هي الأكثر حساسية للكشف عن الكواكب التي تدور حول نجم في مسافة تتراوح من 1 إلى 10 وحدة فلكية.

### القياسات الفلكية
القياسات الفلكية لقياس موقع نجم في السماء بدقة ومراقبة التغييرات في هذا الموقع مع مرور الوقت. على سبيل المثال حركة نجم بسبب تأثير الجاذبية لكوكب يمكن ملاحظتها. حتى وانة كانت الحركة هي صغيرة جدا، ومع ذلك، هذه الطريقة غير مثمرة للغاية. وقد أنتجت سوى بضعة اكتشافات غير مؤكدة، على الرغم من أنه قد تم استخدامها بنجاح لكشف خصائص الكواكب الموجودة بطرق أخرى.

### زمن النباض

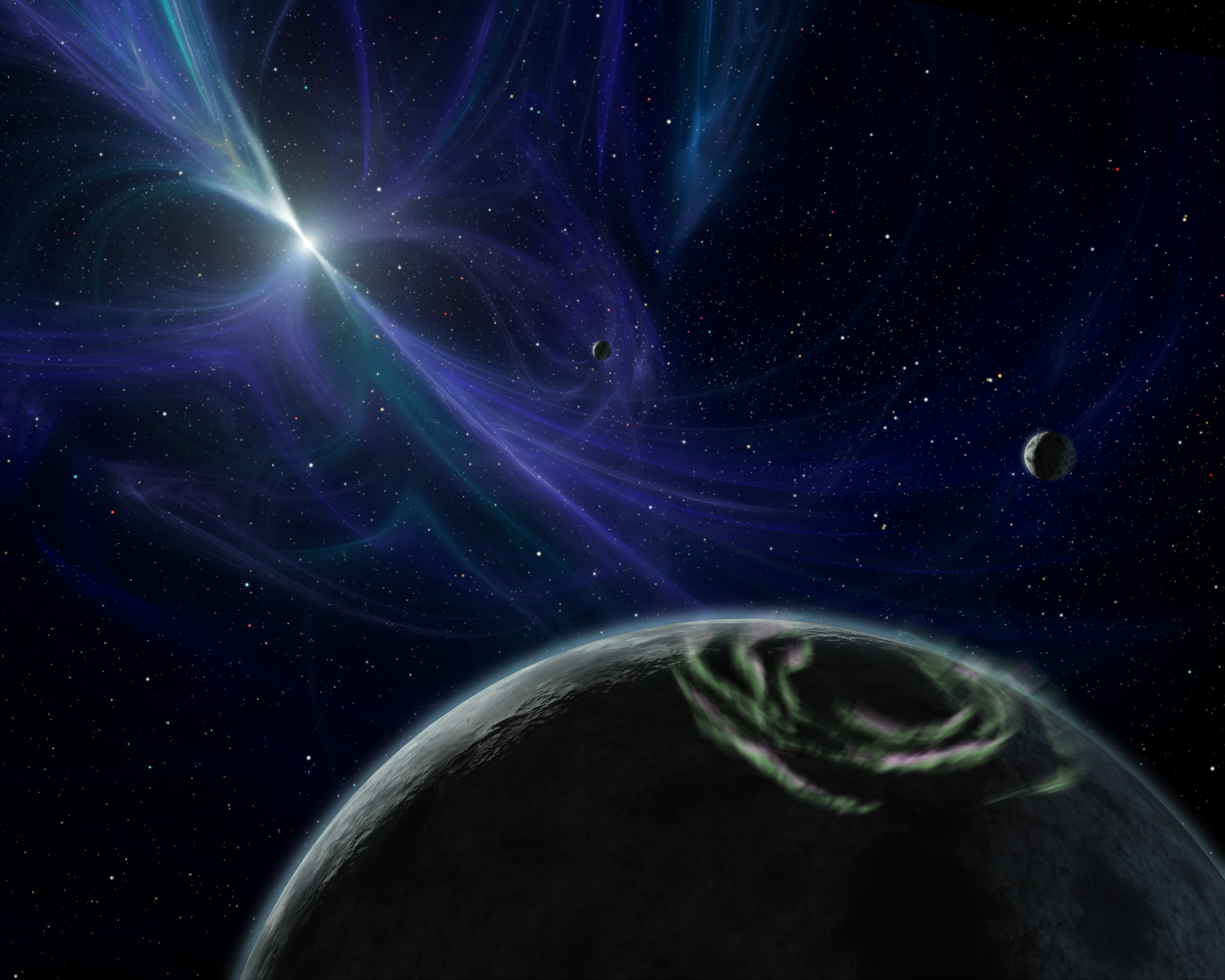
تصور فني لنظام كواكب النباض PSR 1257+12.

النباض هو نجم نيوتروني، وهو نجم صغير جدا شديد الكثافة جدا مكون من النيوترونات فقط، وهو عبارة عن أشلاء نجم عادي بعد انفجاره على هيئة مستعر أعظم. تلك النجوم النباضة تدور بسرعة فائقة حول محورها وتطلق شعاع موجات راديوية متجهة، فعندما نستقبل إشارات مثل هذا النجم الأرض نجد أن إشاراته موجاته الكهرومغناطيسية تأتي وتختفي على فترات زمنيه دورية، مثلها كمثل الفنار الذي يرشد السفن في البحر. ونظرا لأن دورة استقبال الموجات من النباض تكون مضبوطة جدا فإن تغيرها يمكن من دراسة حركة النباض.
ومثل أي نجم آخر فإن النباض يدور أيضا في فلك صغير إذا كان له كوكب تابع. وتمكّن حسابات قياسات تغيرات زمن النبضات من تعيين قياسات فلكه.

ولم تبتكر تلك الطريقة أساسا بغرض اكتشاف الكواكب خارج المجموعة الشمسية، ولكنها حساسة جدا بحيث تستطيع اكتشاف كواكب صغير قد تبلغ كتلتها عشر كتلة الأرض. كما في استطاعتها اكتشاف تغير الجاذبية بين موجموعة من الكواكب وإعطاء معلومات عن أفلاك الكواكب في ذلك النظام.
ويعتبر أهم ضعف لطريقة النباض لاكتشاف كواكب خارج المجموعة الشمسية هو ندرة وجود هذا النوع من النجوم، كما أن وجود حياة على أحد كواكب النجوم النباضة غير ممكن بسبب الطاقة الإشعاعية الهائلة التي يشعها النباض بحيث تقضي على أي نوع من الحياة على الكوكب.

### توقيت النجم المتغير
مثل النجوم النابضة، هناك بعض الأنواع الأخرى من النجوم التي تظهر نشاط دوري. يمكن في بعض الأحيان أن يكون بسبب الانحراف الدوري لكوكب يدور حول النجم. اعتبارا من عام 2013، تم اكتشاف عدد قليل من الكواكب بهذا الأسلوب.

## المعالم المدارية
تم اكتشاف معظم الكواكب خارج المجموعة الشمسية المعروفة باستخدام طرق غير مباشرة، وبالتالي فقط بعض المعلمات الفيزيائية والمدارية يمكن تحديدها

### المسافة من النجوم، ونصف المحور الرئيسي والفترة المدارية
هناك كواكب خارج المجموعة الشمسية هي أقرب إلى النجم الأم أكثر من أي كوكب في النظام الشمسي للشمس، وهناك أيضا كواكب خارجية أبعد من ذلك بكثير من نجومها. عطارد، الكوكب الأقرب إلى الشمس يقع على مسافة 0.4 وحدة فلكية (AU)، ويستغرق 88 يوم ليكمل دورة كاملة حول الشمس، ولكن أصغر مدارات الكواكب الخارجية المعروفة لدى ها فترات مدارية من بضع ساعات فقط، على سبيل المثال، كبلر-70B. نظام كيبلر 11 خمسة من الكواكب في مدارات أصغر من عطارد، نبتون على بعد 30 وحدة فلكية من الشمس ويستغرق 165 عاما في المدار ولكن هناك كواكب خارج المجموعة الشمسية التي تقع على بعد الآلاف الوحدات الفلكية من نجمها وتستغرق عشرات الآلاف من السنين في المدار، على سبيل المثال:GU Psc b .

### انحراف المدار
الانحراف المداري هو مقدار انحراف شكل المدار عن الشكل الدائري كل كواكب النظام الشمسي باستثناء عطارد لها مدارات شبه دائرية. معظم الكواكب الخارجية التي لها فترات مدارية من 20 يوما أو أقل مدارات شبه دائرية، أي ان الانحراف منخفض جدا. ويعتقد أن ذلك يعود إلى عمليات المد والجزر الكواكب الخارجية الشبية بنبتون من حيث الحجم المكتشفة من قبل مركبة الفضاء كبلر التي لها فترات مدارية قصيرة مداراتها دائرية.
على النقيض من ذلك، الكواكب العملاقة التي لها فترات مدارية أطول المكتشفة بوسائل السرعة الشعاعية لها مدارات شاذة جدا.

## اقرأ أيضا
- غليزا 1214b